# Mordellistena rufifrons
Mordellistena rufifrons is een keversoort uit de familie spartelkevers (Mordellidae). De wetenschappelijke naam van de soort is voor het eerst geldig gepubliceerd in 1894 door Schilsky.